# Jeffrey Lami
Jeffrey Lami, né le 11 octobre 1994 à Bobigny, est un sprinteur français, qui concourt comme guide en athlétisme handisport pour la catégorie T11.

## Biographie
Licencié au club d'athlétisme de Bondy, Jeffrey Lami remporte le titre de champion de France cadet sur 200 mètres en 2011 puis devient vice-champion de France junior sur 60 et 100 mètres en 2011. Il participe aux championnats du Monde Juniors 2012 à Barcelone comme remplaçant du relais 4 x 100 m.
En 2017, au lendemain des Jeux Paralympiques de Rio, Timothée Adolphe fait appel à Lami, alors éducateur sportif, pour devenir son guide sur 400 m. Ensemble, ils deviennent champions du monde en 2019 sur 400 m T11 puis champions d'Europe en 2021.
Le 1er septembre 2024, Adolphe et Lami sont médaillés d'argent au 400 mètres T11.

## Décorations
- Chevalier de l'ordre national du Mérite (2024)[5]